# Corsocasis coronias
Corsocasis coronias är en fjärilsart som beskrevs av Edward Meyrick 1912. Corsocasis coronias ingår i släktet Corsocasis och familjen konkavmalar. Inga underarter finns listade i Catalogue of Life.